# Eparchia wyborska
Eparchia wyborska – jedna z eparchii Rosyjskiego Kościoła Prawosławnego, z siedzibą w Wyborgu. Jej obecnym (2022) ordynariuszem jest biskup wyborski i priozierski Ignacy (Punin), zaś funkcje katedry pełni sobór Przemienienia Pańskiego w Wyborgu.
Eparchia została wydzielona z eparchii petersburskiej decyzją Świętego Synodu Rosyjskiego Kościoła Prawosławnego z 12 marca 2013. Obejmuje terytorium rejonów priozierskiego, wsiewołoskiego i wyborskiego obwodu leningradzkiego.

## Biskupi wyborscy
- Ignacy (Punin), 2013-2023[3]
- Barnaba (Baranow), od 2023[4]